# Brajkovič
Brajkovič je priimek v Sloveniji, ki ga je po podatkih Statističnega urada Republike Slovenije na dan 1. januarja 2010 uporabljalo 33 oseb in je med vsemi priimki po pogostosti uporabe uvrščen na 9.793. mesto.

## Znani nosilci priimka
- Jani Brajkovič (*1983), kolesar
- Rok Brajkovič, geolog